# Concepción Picciotto

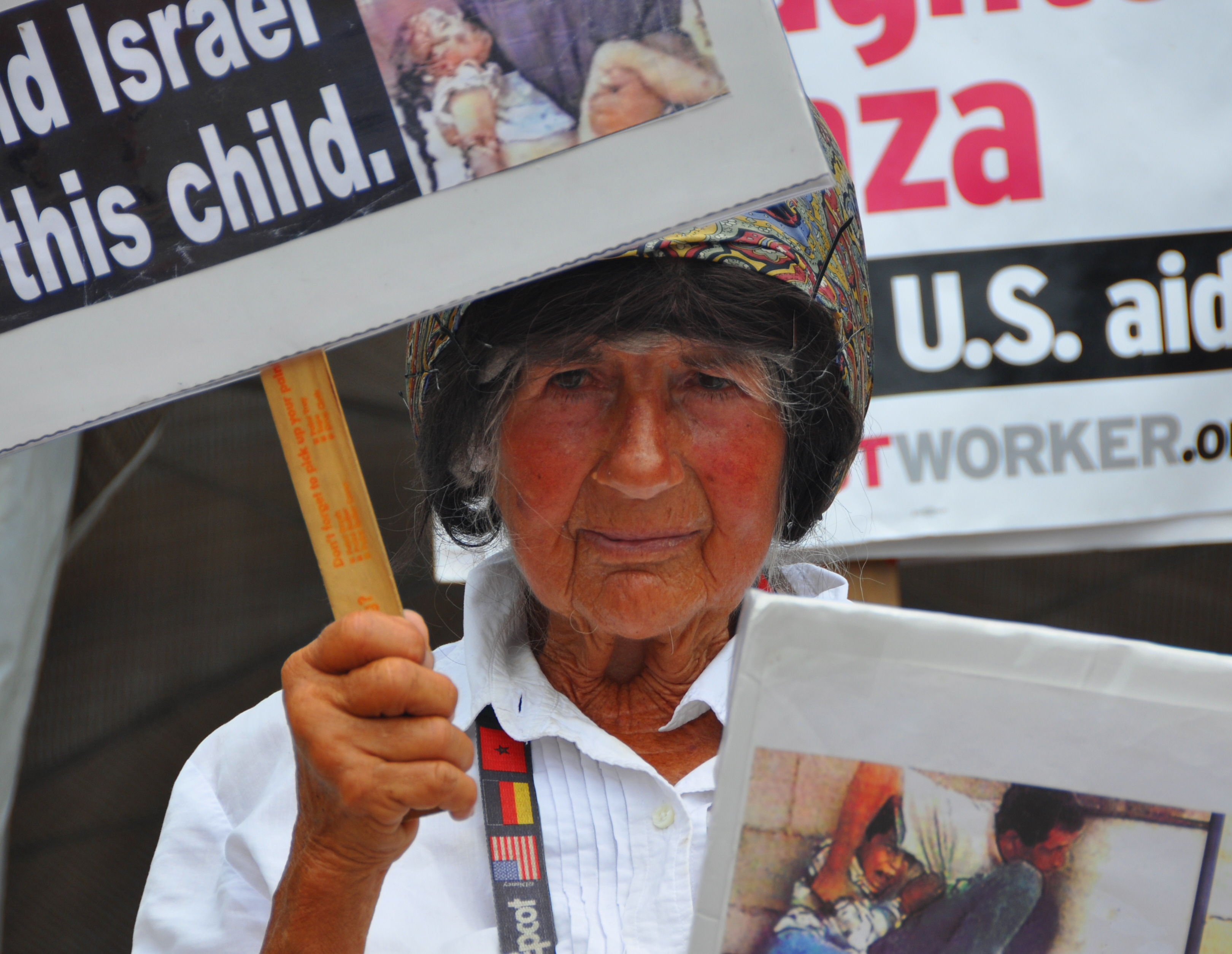
Concepción Picciotto in juni 2010

Concepción Picciotto (Vigo, ca. 1936 – Washington, 25 januari 2016) was een Spaans-Amerikaans vredesactiviste die in het bijzonder protesteerde tegen kernwapens.

## Biografie
Picciotto werd naar eigen zeggen opgevoed door haar grootmoeder. Ze verhuisde op 18-jarige leeftijd vanuit haar geboorteplaats Vigo in Spanje naar de Verenigde Staten. Ze werkte in het Spaanse consulaat in New York. Ze huwde en kreeg een dochter. De scheiding met haar man kostte haar haar woning, haar dochter en haar baan. 
Samen met mede-activist William Thomas, met wie ze de antikernwapendemonstratie bekend als White House Peace Vigil op touw zette, begon ze vanaf juni 1981 te protesteren aan de poorten van het Witte Huis. Dit zou ze blijven doen tot aan haar dood. Ze woonde in deze tijd op Lafayette Square in Pennsylvania Avenue, vlak bij het Witte Huis. 
In 2016 overleed ze in een opvangtehuis voor daklozen.

## Trivia
- Ze had een kleine rol in de film Fahrenheit 9/11 van Michael Moore.